# Beth Barr
Beth Barr (Estados Unidos, 17 de diciembre de 1971) es una nadadora estadounidense retirada especializada en pruebas de estilo libre y estilo espalda, donde consiguió ser subcampeona olímpica en 1988 en los 4 x 100 metros estilos.

## Carrera deportiva
En los Juegos Olímpicos de Seúl 1988 ganó la medalla de plata en los relevos de 4 x 100 metros estilos (nadando el largo de espalda), con un tiempo de 4:07.90 segundos, tras Alemania Oriental (oro) y por delante de Canadá (bronce), siendo sus compañeras de equipo las nadadoras: Tracey McFarlane, Janel Jorgensen, Mary Wayte, Betsy Mitchell, Mary T. Meagher y Dara Torres.